# Nghiêm Phục
Nghiêm Phục (8 tháng 1 năm 1854 – 27 tháng 10 năm 1921) tự Kỷ Đạo (幾道), hiệu Dũ Dã lão nhân (愈野老人), là một sĩ quan quân đội, nhà tư tưởng, nhà giáo dục và dịch giả Trung Quốc có ảnh hưởng lớn vào cuối thời nhà Thanh. Ông không chỉ là người viết lời bài Củng Kim Âu – quốc ca chính thức đầu tiên của Trung Quốc, mà còn là người đã giới thiệu văn hóa phương Tây đến nước này từ cuối thế kỷ 19, đặc biệt là thuyết "chọn lọc tự nhiên" của Darwin.
Nghiêm Phục sinh ra trong thời kỳ được Karl Marx xem là giai đoạn Trung Quốc bắt đầu "mở cửa" cho nền văn minh phương Tây và nhà Thanh sắp sụp đổ. Tuy nhiên, chế độ quân chủ vẫn tồn tại thêm nửa thế kỷ nữa, thoi thóp trước hàng loạt cuộc nổi dậy, cải cách, và cách mạng tới tận năm 1912. Trong những năm xã hội hỗn loạn vào cuối thời kỳ quân chủ và đầu thời kỳ cộng hòa, Nghiêm Phục đã đóng một vai trò cực kỳ quan trọng, không phải ở lĩnh vực chính trị hay chuyên môn hải quân của mình mà là vì ảnh hưởng của ông đối với Trung Quốc trong lĩnh vực phát triển tri thức và nhận thức.

## Trưởng thành

### Thời niên thiếu
Nghiêm Phục vốn tên Nghiêm Truyện Sơ (嚴傳初), nhũ danh là Thể Càn (体乾), sinh ngày 8 tháng 1 năm 1854 tại Mân Hầu, tỉnh Phúc Kiến trong một gia đình hương thân có truyền thống Đông y. Từ khi còn nhỏ, cha ông đã đốc thúc ông cố gắng học tập, chuẩn bị cho kỳ khoa cử. Tuy nhiên, kế hoạch này đã thay đổi đột ngột sau cái chết của cha ông vào năm 1866: trong lúc Nghiêm Chấn hành nghề y cứu người bị bệnh dịch tả thì nhiễm phải bệnh dịch mà qua đời. Việc học của Nghiêm Phục ngừng lại giữa chừng, ông cũng từ bỏ con đường khoa cử của mình. Ông theo mẹ chuyển đến sống tại Phúc Châu.
Năm 1866, dưới triều hoàng đế Đồng Trị, Tả Tông Đường cho thiết lập Cục Thuyền chính tại Phúc Châu, gồm hai bộ phận là Xưởng đóng tàu Mã Vĩ – xưởng đóng tàu kiểu mới đầu tiên ở Trung Quốc cận đại – và Học viện Thuyền chính (船政學堂) chuyên đào tạo hải quân. Năm sau, Nghiêm Phục thi đậu vào Học viện đào tạo Hải quân với vị trí đầu bảng và đổi tên thành Tông Quang (宗光), lấy tự Hựu Lăng (又陵). Tại trường học phương Tây này, ông đã được tiếp xúc khoa học phương Tây, được học nhiều môn như tiếng Anh, số học, hình học, đại số, lượng giác, vật lý, hóa học, chiêm tinh học và khoa học hàng hải. Đây trở thành một bước ngoặt quan trọng cho sự nghiệp sau này của Nghiêm Phục. Năm 1871, Nghiêm Phục nằm trong lứa học sinh đầu tiên tốt nghiệp của học viện, được bố trí đến thực tập trên chiến hạm Kiến Uy. Năm 1872, ông lấy được tư cách tuyển dụng làm Đạo viên, từ đó mà đổi tên thành "Phục", lấy tự "Kỷ Đạo", biệt hiệu Tôn Nghi (號尊). Cũng trong năm này, ông được điều sang chiến hạm Dương Vũ, theo tàu chiến này đi đến nhiều nơi như Singapore, Pulau Pinang, Nhật Bản.

### Du học Anh và về nước
Năm 1877, Nghiêm Phục được triều đình nhà Thanh tuyển chọn cử sang Anh du học. Ban đầu, ông theo học trường Đại học Portsmouth một thời gian ngắn, sau đó chuyển đến trường Trường Hải quân Hoàng gia ở Greenwich, Luân Đôn học điều khiển tàu trong 2 năm. Ở Anh, Nghiêm Phục đã trở thành bạn vong niên với nhà ngoại giao, đại sứ Quách Tung Đảo. Benjamin Schwartz từng đề cập tới tình bạn này trong tác phẩm của mình: "họ thường dành cả ngày lẫn đêm để thảo luận về sự khác biệt và tương đồng trong tư tưởng và thể chế chính trị của Trung Quốc và phương Tây". Sau khi tốt nghiệp với thành tích vượt trội vào năm 1879, Nghiêm Phục trở về Trung Quốc và được mời trở lại Học viện Thuyền chính dạy học một thời gian ngắn.
Sau khi Lý Hồng Chương sáng lập Học viện Thủy sư Bắc Dương ở Thiên Tân, Nghiêm Phục được mời đến làm giáo viên ngoại ngữ cho học viện. Nhưng đến đầu những năm 1890, sau khi trở thành người đứng đầu Học viện Thủy sư và bắt đầu có sự bất đồng quan điểm với Lý Hồng Chương, Nghiêm Phục dần có ý rút khỏi giới hải quân. Năm 1890, Nghiêm Phục từng đảm nhiệm chức Đồng tri một thời gian ngắn, được đưa vào danh sách tuyển dụng làm Tri phủ. Tuy nhiên vào năm 1891, sau quá trình bổ khuyết, Nghiêm Phục lại được bổ nhiệm làm Đạo viên.

## Tư tưởng duy tân

### Ủng hộ cải cách

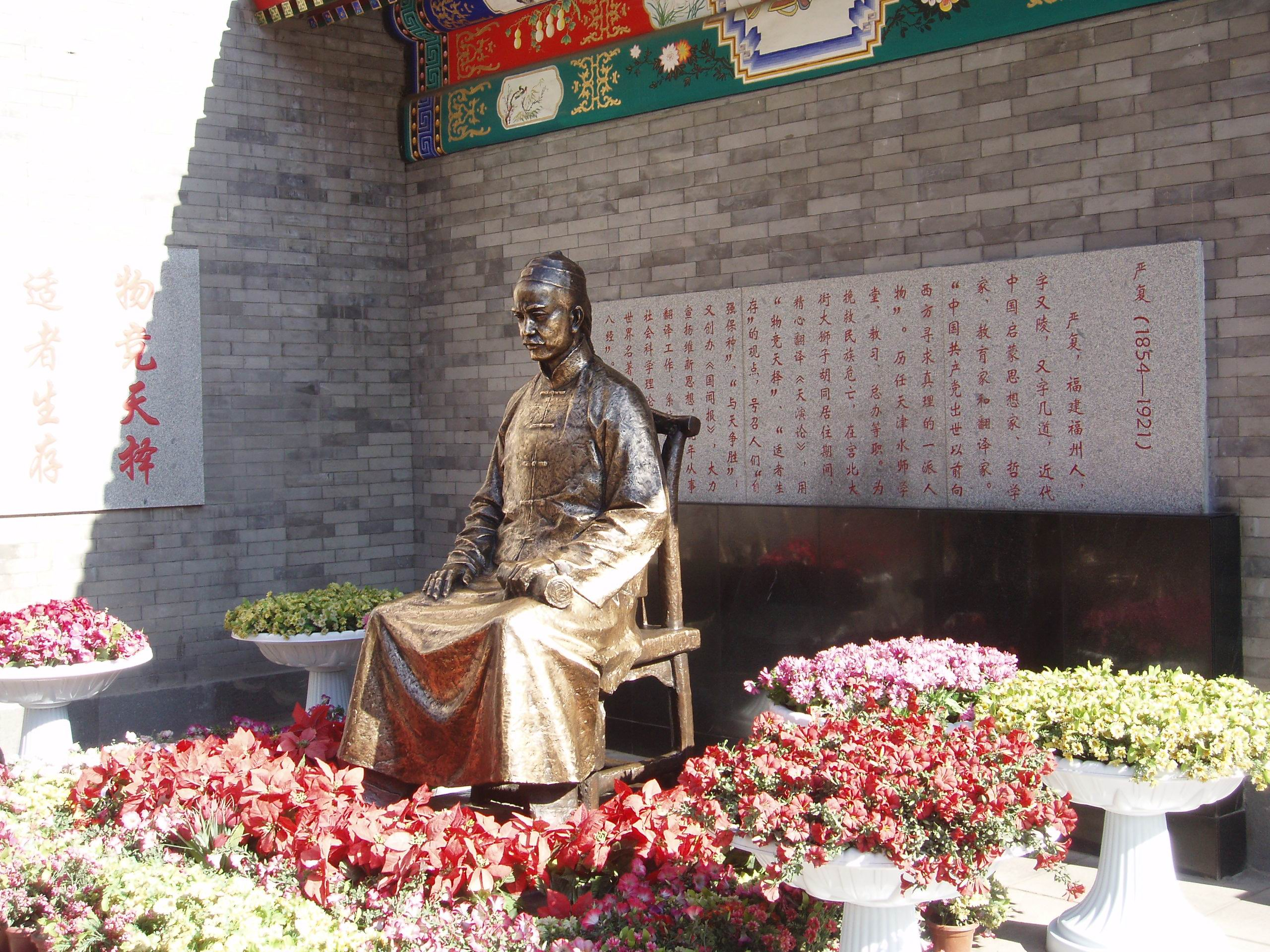
Tượng Nghiêm Phục ở Thiên Tân

Năm 1895, Nghiêm Phục bắt đầu hoạt động chính trị khi tham gia vào Chiến dịch Công xa Thượng thư phản đối Hiệp ước Mã Quan kết thúc Chiến tranh Trung–Nhật lần thứ nhất (1894–1895, tranh giành quyền kiểm soát Triều Tiên). Ông đã công khai phát biểu những luận văn như Luận thế biến chi cấp, Nguyên cường, Ích hàn, Cứu vong quyết luận trên Trực báo của Thiên Tân, chủ trương đổi mới cải cách chính trị, vũ trang chống lại ngoại xâm. Những hịch văn cổ động này đã gây được tiếng vang nhất định.
Nghiêm Phục không chỉ tích cực tuyên truyền chủ trương duy tân mà còn tham gia sáng lập trường học kiểu mới. Năm 1896, Nga văn quán (俄文馆) được thành lập, Nghiêm Phục được bổ nhiệm làm người quản lý chính, đích thân đặt ra chương trình học, tuyển chọn giáo viên. Đây là trường học tiếng Nga đầu tiên của Trung Quốc. Bên cạnh đó, Nghiêm Phục còn hỗ trợ Trương Nguyên Tể sáng lập Thông nghệ Học đường (通艺学堂) tại Bắc Kinh, chuyên giảng dạy khoa học phương Tây, đặc biệt là tiếng Anh và số học. Ông không chỉ từng đích thân đến giảng dạy mà còn giúp học đường này mời một giáo viên nước ngoài. Theo lời kể của Trương Nguyên Tể trong Hồi ức về Chính biến Mậu Tuất, cái tên "Thông nghệ" chính là do Nghiêm Phục đặt, một trong hai giáo viên thường trú tại trường cũng là cháu trai của Nghiêm Phục – Nghiêm Quân Tiềm (嚴君潛). Sức ảnh hưởng của Thông nghệ Học đường ở Bắc Kinh ngày càng mở rộng, không chỉ được quan viên ở kinh thành khẳng định mà còn nhận được sự chú ý của Hoàng đế Quang Tự. Ngoài ra, Nghiêm Phục còn từng quyên tặng 100 tệ hỗ trợ Lương Khải Siêu sáng lập Báo Thời Vụ ở Thượng Hải. Tờ báo này đã đăng lại những luận văn về tư tưởng duy tân của Nghiêm Phục như Nguyên cường, Ích hàn, khiến cho phạm vi ảnh hưởng của những luận văn này một lần nữa được khuếch trương, gây tiếng vang lớn trong xã hội đương thời.
Khoảng thời gian này cũng là lúc Nghiêm Phục biên dịch tác phẩm Tiến hóa và Đạo đức của Thomas Huxley dưới cái tên Thiên diễn luận (天演論). Để bày tỏ sự ủng hộ với Báo Thời Vụ, ông đã gửi bản thảo đầu tiên của Thiên diễn luận đến cho Lương Khải Siêu. Sau khi đọc được Thiên diễn luận từ chỗ của Lương Khải Siêu, Khang Hữu Vi vô cùng thán phục, tự nhận bản thân chưa từng gặp được người nào như vậy, khen ngợi Nghiêm Phục là người đứng đầu trong giới Tây học Trung Quốc. Năm 1897, Nghiêm Phục cùng với Vương Tu Thực và Hạ Tằng Hữu đã lập ra Báo Quốc Văn ở Thiên Tân, tuyên truyền biến pháp duy tân. Theo Tập Cận Bình, việc Thiên diễn luận và Quần học dị ngôn (群學肄言, bản dịch từ Nghiên cứu Xã hội học của Herbert Spencer) của Nghiêm Phục liên tục được đăng tải trên Báo Quốc văn, giới thiệu thuyết tiến hóa đến người dân Trung Quốc được xem là cống hiến lớn nhất trong lịch sử của tờ báo này.

### Chính biến Mậu Tuất
Tháng 1 năm 1898, Nghiêm Phục đã đăng Sách dự định dâng lên Hoàng đế (擬上皇帝書, Nghĩ thượng Hoàng đế thư) lên Báo Quốc Văn, nhận định Trung Quốc yếu nhược lâu ngày đã đến cực hạn, đề xuất những chính sách trị phần ngọn như quản lý tài vụ, kinh doanh vũ khí, ngoại giao hợp lý cùng với các chính sách trị phần gốc như lập chính, bồi dưỡng người tài, phong tục, nhân tâm. Không lâu sau, Nghiêm Phục được Quang Tự Đế lệnh cho lên kinh đô yết kiến. Ông đã soạn Sách vạn chữ dâng Hoàng đế Quang Tự (上光緒皇帝萬言書, Thượng Quang Tự Hoàng đế vạn ngôn thư) để trình bày về những chủ trương cải cách chính trị của mình. Tuy nhiên, bản ghi chép hoàn chỉnh này đã không đến được tay Quang Tự Đế bởi chỉ một tuần sau khi ông được hoàng đế triệu kiến, Chính biến Mậu Tuất đã diễn ra. Tháng 9 cùng năm, chính biến kết thúc nhanh chóng với sự thất bại của Quang Tự Đế và phái duy tân, những người chủ trì như Khang Hữu Vi, Lương Khải Siêu đều bị nghiêm trị. Nghiêm Phục cũng bị ảnh hưởng khi Báo Quốc Văn vì tường thuật chi tiết cuộc chính biến mà bị phe phái của Từ Hi Thái hậu cưỡng chế ngừng hoạt động, chính thức bị bán lại cho người Nhật Bản.
Mặc dù ủng hộ tư tưởng duy tân, nhưng Nghiêm Phục lại bất đồng chính kiến với hai người Khang, Lương, ông cho rằng cả hai: "Manh động thiếu suy nghĩ, lo việc không chu toàn, trên phụ lòng quân vương, dưới liên lụy bạn bè". Nghiêm Phục nhận định, Trung Quốc rơi vào tình trạng hỗn loạn như đương thời, hai người Khang, Lương có trách nhiệm cực lớn. Sau khi Bách nhật duy tân kết thúc, Nghiêm Phục đã xác định được mục tiêu của cuộc đời mình, ông quyết định chú tâm vào việc phiên dịch các tác phẩm quan trọng trong Tây học, "khai dân trí" để cứu đất nước.

## Khai dân trí
Năm 1900, sau khi phong trào Nghĩa Hòa Đoàn bùng lên, Nghiêm Phục tạm lánh đến Thượng Hải và bắt đầu chú tâm vào công việc dịch thuật của mình. Tại đây, ông đã tham gia Trung Quốc nghị hội do Uông Khang Niên và Đường Tài Thường khởi xướng và được bầu làm phó hội trưởng đầu tiên. Sau hai lần họp chính thức, hội đã đề ra vài khuynh hướng hoạt động chính, trong đó bao gồm: tôn sùng Quang Tự Đế, không thừa nhận phe phái của Từ Hi Thái hậu, nỗ lực tuyên truyền và thực hiện những cải cách chính trị mới. Sau khi Liên quân tám nước tiến vào Bắc Kinh, Trung Quốc nghị hội đã từng thảo luận một lần về việc lập ra chính phủ mới, đề cử một người nhậm chức Đại Tổng thống. Ngày 22 tháng 8, trợ lý của hội là Đường Tài Thường đã bị Tổng đốc Hồ Quảng là Trương Chi Động bắt tại Hán Khẩu khi đang tổ chức lực lượng Tự lập quân, hội dần giải tán. Cũng trong năm này, Nghiêm Phục thành lập "Danh học hội" ở Thượng Hải để giảng dạy Logic học, đồng thời cũng bắt đầu phiên dịch những tác phẩm nổi bật của phương Tây về chủ đề này. Nhờ những bản dịch của Nghiêm Phục, đã có một lượng lớn từ mượn mới được du nhập vào Hán ngữ, bao gồm những khái niệm, quan niệm trong Tây học.
Năm 1901, Nghiêm Phục được Trương Ký mời đến Thiên Tân quản lý sự vụ của Cục Khai thác quặng (开平矿务局, Khai bình khoáng vụ cục). Nhưng chỉ một năm sau thì ông chuyển đến Bắc Kinh nhậm chức tổng biên soạn Cục phiên dịch (译书局, Dịch thư cục) của Kinh sư Đại học đường. Đầu năm 1904, Nghiêm Phục từ chức Tổng quản lý Cục khai thác quặng cũng như Tổng biên soạn ở Cục phiên dịch, quay về Thượng Hải để tiếp tục việc dịch thuật. Nhưng đến mùa đông cùng năm thì sự kiện tố tụng liên quan đến Cục phiên dịch xảy ra, ông bị phái đến Luân Đôn để hỗ trợ đàm phán. Năm 1905, Tôn Trung Sơn từ châu Mỹ đến Anh, đặc biệt đến gặp Nghiêm Phục; hai người đã có một cuộc hội đàm khá dài về việc phát triển "dân trí". Sau khi quay về Thượng Hải, Nghiêm Phục đã hỗ trợ Mã Tương Bá thành lập Trường công lập Phục Đán. Một năm sau, ông trở thành hiệu trưởng thứ hai của trường học này. Cùng năm, Nghiêm Phục đã được Tuần phủ An Huy là Ân Minh mời đến Trường Sư phạm An Huy làm giám đốc. Năm 1907, không lâu sau khi Ân Minh bị ám sát, Nghiêm Phục cũng xin từ chức. Năm 1908, Nghiêm Phục một lần nữa đến kinh thành, nhậm chức Tổng biên soạn Viện thẩm định danh từ của Bộ Học. Trong thời gian đảm nhiệm chức vụ tại Viện thẩm định, Nghiêm Phục đã đóng một vai trò quan trọng trong việc tiêu chuẩn hóa thuật ngữ khoa học ở Trung Quốc.
Ngày 17 tháng 1 năm 1910, ông được triều đình nhà Thanh ban cho danh hiệu Tiến sĩ danh dự sau nhiều lần liên tiếp rớt kỳ thi Hương. Cùng năm, ông lần lượt trở thành Hiệp Đô thống của Bộ Hải quân, Nghị viên của Tư chính viện. Năm 1911, Long Dụ Thái Hậu hạ chiếu chỉ yêu cầu các nha môn liên quan của Viện Điển lễ và Bộ Lễ sáng tác "Quốc nhạc". Đến ngày 4 tháng 10 cùng năm, Củng Kim Âu chính thức được ban hành. Nghiêm Phục chính là người viết lời cho bài quốc ca này. Tháng 5 năm 1912, Bắc Kinh đại học đường chính thức được đổi tên thành Đại học Quốc lập Bắc Kinh, Nghiêm Phục trở thành hiệu trưởng đầu tiên của trường đại học này. Đây là giai đoạn mà Đại học Bắc Kinh gặp rất nhiều khó khăn, đặc biệt là mặt tài chính, nhưng Nghiêm Phục đã cố gắng để khắc phục, giúp Đại học Bắc Kinh vượt qua. Nghiêm Phục đã đưa ra một quan điểm mà ít nhà cầm quyền nào phản đối: "Bảo vệ Đại học Bắc Kinh là bảo tồn văn hóa Trung Quốc". Tuy nhiên, đến ngày 7 tháng 10 cùng năm, vì sự tranh đấu giữa các phe phái, Nghiêm Phục bị buộc từ chức.

## Những năm cuối đời và tư tưởng bảo hoàng
Năm 1912, sau thỏa thuận giữa Tôn Trung Sơn và Viên Thế Khải, nhà Thanh chính thức sụp đổ với sự thoái vị của Phổ Nghi và Viên Thế Khải trở thành Đại Tổng thống Trung Hoa Dân Quốc. Một năm sau, Nghiêm Phục trở thành Cố vấn Pháp luật Ngoại giao của Phủ Tổng thống. Ngày 26 tháng 1 năm 1914, Viên Thế Khải hạ lệnh tổ chức Ước pháp Hội nghị; Nghiêm Phục trở thành 1 trong 60 Nghị viên được chọn. Cùng năm, Nghiêm Phục trở thành Tham chính của Viện Tham chính, tham gia vào việc biên soạn Hiến pháp.
Mặc dù Nghiêm Phục là người ủng hộ canh tân đất nước, cải cách chính trị, nhưng ông đồng thời cũng là người theo chủ nghĩa bảo hoàng và bảo thủ, tích cực ủng hộ Viên Thế Khải và Trương Huân khôi phục chế độ quân chủ. Ngày 23 tháng 8 năm 1915, theo mật lệnh của Viên Thế Khải và lời mời của Dương Độ, Nghiêm Phục ra mặt khởi xướng thành lập Trù An hội (筹安会), ủng hộ Viên Thế Khải lên ngôi hoàng đế. Tuy nhiên, chính quyền riêng của Viên Thế Khải chỉ tồn tại hơn 100 ngày thì chấm dứt. Sau khi Lê Nguyên Hồng lên làm Đại Tổng thống, Quốc hội đã yêu cầu xử lý những kẻ cầm đầu ủng hộ Viên Thế Khải cũng như Trù An hội, Nghiêm Phục phải chạy về Thiên Tân lánh nạn. Năm 1920, vì bệnh hen suyễn chữa trị đã lâu nhưng vẫn không có kết quả, Nghiêm Phục trở về quê hương Phúc Châu để dưỡng bệnh. Ngày 27 tháng 10 năm 1921, ông qua đời tại nhà cũ ở hẻm Lang Quan, thọ 67 tuổi.

## Di sản tri thức

### Tác phẩm

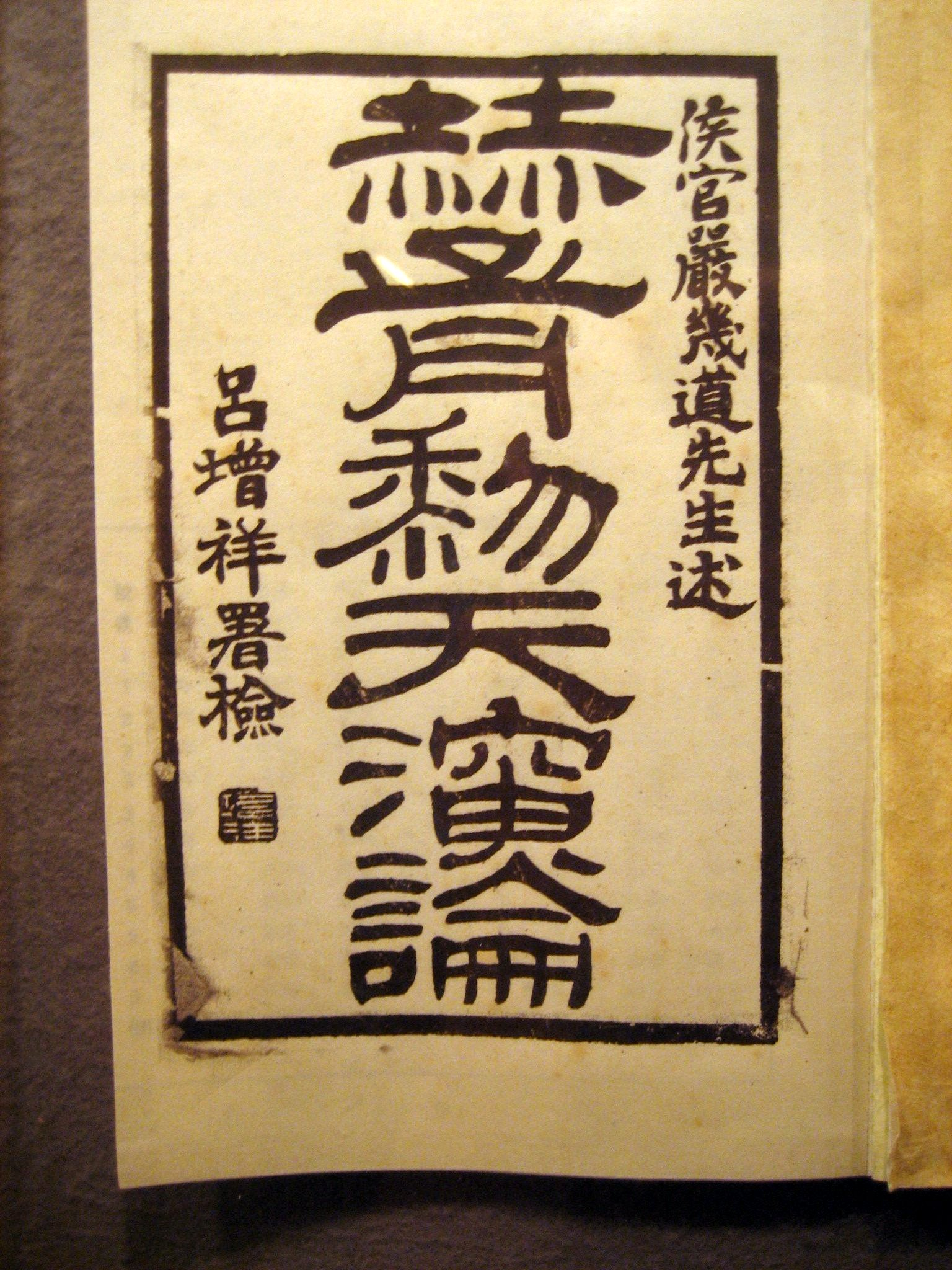
Thiên diễn luận của Nghiêm Phục

Nghiêm Phục là một trong những học giả tiên phong trong việc giới thiệu các quan điểm xã hội, kinh tế và chính trị của phương Tây đến Trung Quốc. Ông đã dịch một lượng lớn các tác phẩm kinh điển như: Tiến hóa và Đạo đức của Thomas Huxley, Của cải của các quốc gia của Adam Smith, Bàn về tự do của John Stuart Mill và Nghiên cứu Xã hội học của Herbert Spencer. Nỗ lực phiên dịch của Nghiêm Phục có thể nói là chưa từng có trong lịch sử. Những bản dịch trước đây chủ yếu tập trung vào chủ đề công nghệ và tôn giáo, hầu hết đều được dịch bởi những nhà truyền giáo với sự giúp đỡ từ sinh viên Trung Quốc và những bản dịch tiếng Nhật của tác phẩm gốc. Nhưng với những năm du học tại Anh và sự hiểu biết nghiêm túc về nền văn minh phương Tây, Nghiêm Phục đã sử dụng tiếng Trung cổ điển tao nhã để dịch các tác phẩm tiếng Anh về các chủ đề xã hội, triết học và chính trị. Ông không chỉ viết nhiều về các vấn đề hiện tại, mà còn rất sắc sảo và uyên bác trong nỗ lực đánh giá nền văn minh phương Tây và tầm quan trọng của nó đối với sự phát triển của Trung Quốc.
Năm 1895, Nghiêm Phục bắt đầu xuất bản những bài luận của mình trên Trực báo – một tờ báo Trung Quốc do một người Đức Constantin von Hannecken (1854–1925) thành lập tại Thiên Tân. Liên tiếp 4 bài luận của ông đã gây tiếng vang lớn: Luận thế biến chi cấp (論世變之亟; 'Về tính cấp thiết của sự thay đổi thế giới') lần lượt được xuất bản trong ngày 4 và 5 tháng 2, Nguyên cường (原強; 'Nguồn gốc sức mạnh') được xuất bản từng phần từ ngày 4 đến ngày 9 tháng 3, Ích Hàn (辟韓) phản bác tư tưởng của Hàn Dũ được in liên tiếp hai ngày 13 và 14 tháng 3, và tác phẩm cuối cùng là Cứu vong quyết luận (救亡決論; 'Quyết luận cứu nước') được xuất bản rải rác từ đầu tháng 5 đến 16 tháng 6. Kể từ khi bốn bài luận liên tiếp được xuất bản, nhiều tác phẩm về sau của Trung Quốc không chỉ bị ảnh hưởng bởi Nghiêm Phục mà còn có xu hướng mở rộng phạm vi quan điểm của ông.
Sau đó, từ năm 1898 đến năm 1909, Nghiêm Phục tiếp tục dịch các tác phẩm lớn về tư tưởng tự do phương Tây:
| Tác phẩm gốc           | Tác phẩm gốc             | Tác phẩm gốc           | Tác phẩm dịch | Tác phẩm dịch           | Tác phẩm dịch                         | Năm       | Nguồn                   |
| Tên gốc                | Tạm dịch                 | Tác giả                | Tên gốc       | Phiên âm Hán-Việt       | Tạm dịch                              | Năm       | Nguồn                   |
| ---------------------- | ------------------------ | ---------------------- | ------------- | ----------------------- | ------------------------------------- | --------- | ----------------------- |
| Evolution and Ethics   | Tiến hóa và Đạo đức      | Thomas Henry Huxley    | 天演論        | Thiên diễn luận         | Về sự tiến hóa                        | 1898      | [ 87 ] [ 88 ] [ 89 ]    |
| The Wealth of Nations  | Của cải của các quốc gia | Adam Smith             | 原富          | Nguyên phú              | Về sự giàu có                         | 1901–1902 | [ 90 ] [ 91 ] [ 92 ]    |
| The Study of Sociology | Nghiên cứu Xã hội học    | Herbert Spencer        | 群學肄言      | Quần học dị ngôn        | Nghiên cứu Xã hội học                 | 1902–1903 | [ 93 ] [ 94 ] [ 95 ]    |
| On Liberty             | Bàn về tự do             | John Stuart Mill       | 群己權界論    | Quần kỷ quyền giới luận | Về ranh giới giữa tập thể và bản thân | 1903      | [ 96 ] [ 97 ] [ 98 ]    |
| A History of Politics  | Lịch sử Chính trị        | Edward Jenks           | 社會通詮      | Xã hội thông thuyên     | Toàn bộ giải thích về xã hội          | 1904      | [ 99 ] [ 100 ] [ 101 ]  |
| De l'Esprit des Lois   | Tinh thần pháp luật      | Montesquieu            | 法意          | Pháp ý                  | Ý nghĩa của pháp luật                 | 1904–1909 | [ 102 ] [ 103 ] [ 104 ] |
| A System of Logic      | Hệ thống logic           | John Stuart Mill       | 穆勒名學      | Mục Lặc danh học        | Logic học của Mill                    | 1905      | [ 105 ] [ 106 ] [ 107 ] |
| Primer of Logic        | Logic vỡ lòng            | William Stanley Jevons | 名學淺說      | Danh học thiển thuyết   | Sơ lược về logic học                  | 1909      | [ 108 ] [ 109 ] [ 110 ] |

### Lý thuyết phiên dịch
Nghiêm Phục là một dịch giả thời cận đại được tiếp thu nền giáo dục của cả Trung Quốc và phương Tây. Ông được xem là người đầu tiên của Trung Quốc cho ra đời một tiêu chuẩn phiên dịch hoàn chỉnh. Trong lời tựa của Thiên diễn luận, ông đã đưa ra 3 khó khăn khi dịch thuật: "tín" (信, faithfulness), "đạt" (达, expressiveness) và "nhã" (雅, elegance). "Tín" tức trung thành, đòi hỏi nghĩa của ngôn ngữ đích phải trung thành với nghĩa của ngôn ngữ nguồn. Tuy nhiên, nếu bản dịch không thể mạch lạc thì việc dịch thuật cũng trở nên vô nghĩa, đó là lý do "đạt" cũng cần được ưu tiên. "Đạt" yêu cầu một bản dịch mạch lạc dễ hiểu, không cần tuân theo thứ tự chính xác của các từ và cấu trúc câu trong ngôn ngữ gốc nhưng được tổ chức lại và trau chuốt để tôn trọng các quy tắc của ngôn ngữ đích. Cuối cùng là "nhã" yêu cầu văn bản dịch cần được trau chuốt về mặt ngôn ngữ, văn phong và từ ngữ cần phải trang nhã.
Sau khi lý thuyết này được công bố đã nhận được sự tiếp nhận và tôn sùng của nhiều học giả. Nhà thơ Úc Đạt Phu xem đấy là "khuôn vàng thước ngọc" của giới dịch thuật; dịch giả nổi tiếng Lâm Ngữ Đường nhận định 3 chữ "tín, đạt, nhã" ẩn hàm nhiều ý kiến, đã từng bình luận kỹ càng về ba nguyên tắc này. Học giả Chu Chí Du từng bình luận, việc Nghiêm Phục công bố thuyết "Tín, đạt, nhã" đã trở thành cuộc cách mạng đầu tiên trong lịch sử dịch thuật Trung Quốc. Không chỉ ở Trung Quốc, lý thuyết dịch thuật của Nghiêm Phục còn có tầm ảnh hưởng lớn đến giới dịch thuật thế giới.

### Xã hội học
Bên cạnh việc biên dịch các tác phẩm khoa học phương Tây kinh điển, Nghiêm Phục còn cho ra đời những tác phẩm về xã hội học. Tác phẩm đầu tiên được xuất bản vào năm 1906 mang tên Chính trị giảng nghĩa (政治講義; 'Bài giảng Chính trị'). Trong tác phẩm này, ông đã chỉ trích luật tự nhiên và thuyết tất định của những nhà triết học như Plato, Rousseau. Sau hơn 7 năm bỏ thời gian cho những tác phẩm về Logic học, Nghiêm Phục liên tiếp cho ra nhiều tác phẩm khác về xã hội học. Hai tác phẩm Thiên diễn tiến hóa luận (天演進化論; 'Thuyết tiến hóa') giới thiệu và bàn luận kỹ về Học thuyết tiến hóa của Darwin, Thuyết Đảng (說黨; 'Nói về Đảng') nêu quan điểm "Đảng không phải điều gì tốt", các mặt lợi, hại của việc 2 Đảng cùng tồn tại, đều được xuất bản trong năm 1913. Sang năm 1914, ông cho ra mắt tác phẩm Dân ước bình nghị (民約平議) bình luận về Khế ước xã hội của Jean-Jacques Rousseau. Thông qua những tác phẩm này, một số nhà nghiên cứu đã nhận định ông có xu hướng chỉ trích hệ thống Triết học lục địa (hay Chủ nghĩa duy lý Lục địa) khi liên tiếp nhắm đến các lý thuyết liên quan như luật tự nhiên và thuyết tất định.
Dân ước bình nghị có thể xem là tác phẩm tiêu biểu nhất của Nghiêm Phục trong lĩnh vực này. Nghiêm Phục không tán thành "chủ nghĩa hoàn hảo" trong chủ nghĩa duy lý truyền thống; ông thích Chủ nghĩa kinh nghiệm của Anh – Mỹ, khi sự tự do phát triển ra khỏi xã hội cũ. Ông đã chỉ trích lý thuyết Khế ước xã hội của Rousseau bởi sự phụ thuộc vào các nguyên tắc trừu tượng và sự thiếu hiểu biết về kinh nghiệm thực tế cũng như thực tế lịch sử. Trong Thuyết Đảng, ông lên án việc sử dụng luật tự nhiên để đo lường truyền thống vì nó chỉ có thể dẫn đến chủ nghĩa cấp tiến chính trị. Trong Thiên diễn tiến hóa luận, ông lập luận chống lại sự phá hủy cái cũ bởi theo ông, điều đó chắc chắn dẫn đến sự tan rã của cả cái cũ lẫn cái mới. Có thể thấy được, rất lâu trước các nhà trí thức khác của Trung Quốc, Nghiêm Phục đã hiểu được cuộc đấu tranh giữa Chủ nghĩa duy lý Lục địa và Chủ nghĩa kinh nghiệm Anh, sự đối lập giữa các phương pháp diễn dịch và quy nạp tương ứng của chúng, mối liên hệ giữa chủ nghĩa duy lý và chủ nghĩa không tưởng, giữa chủ nghĩa kinh nghiệm và cải cách dần dần.

## Nơi ở và nơi chôn cất

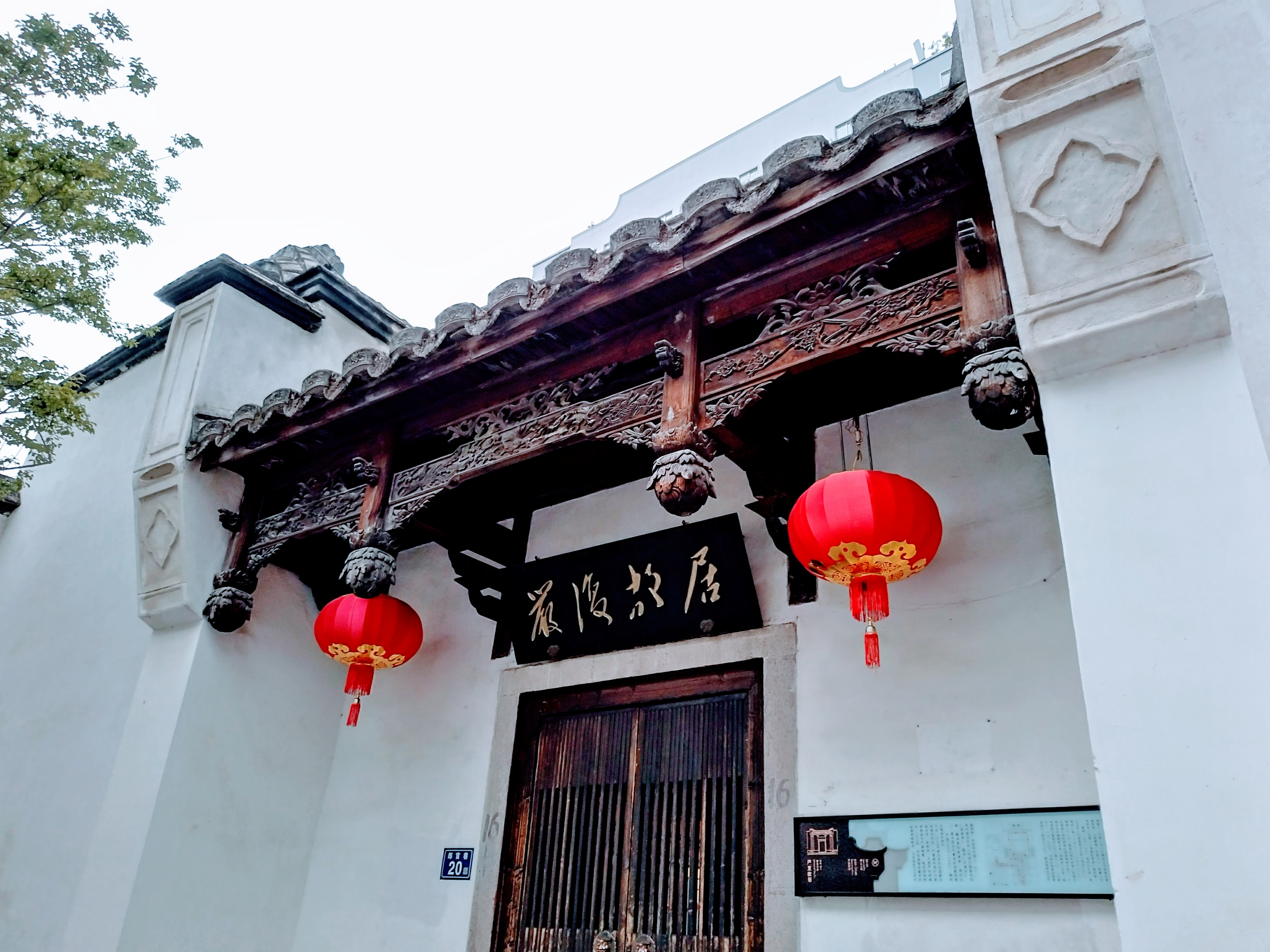
Nhà Nghiêm Phục ở Lang Quan

Nhà cũ của Nghiêm Phục tọa lạc tại hẻm Lang Quan, khu Cổ Lâu thuộc thành phố Phúc Châu, tỉnh Phúc Kiến, tổng thể kiến trúc là sự kết hợp giữa phong cách thời kỳ Dân Quốc và cuối thời Thanh. Từ năm 2003, sau khi được tu sửa, nơi này đã mở cửa để đón tiếp khách du lịch.
Mộ của Nghiêm Phục nằm ở chân núi Sơn Đông thuộc thôn Dương Kỳ, trấn Cái Sơn, thành phố Phúc Châu, thuộc Đơn vị Bảo vệ Di tích văn hóa cấp tỉnh của Phúc Kiến. Đây là nơi chôn cất Nghiêm Phục và người vợ đầu tiên. Ngôi mộ từng bị phá hủy vào những năm 1970 khi cuộc Cách mạng Văn hoá diễn ra. Đến năm 1984, nhờ ngân sách của tỉnh Phúc Kiến cùng với quyên góp của Nghiêm Ỷ Vân – cháu gái nội Nghiêm Phục, ngôi mộ đã bắt đầu được tu sửa.

## Gia đình

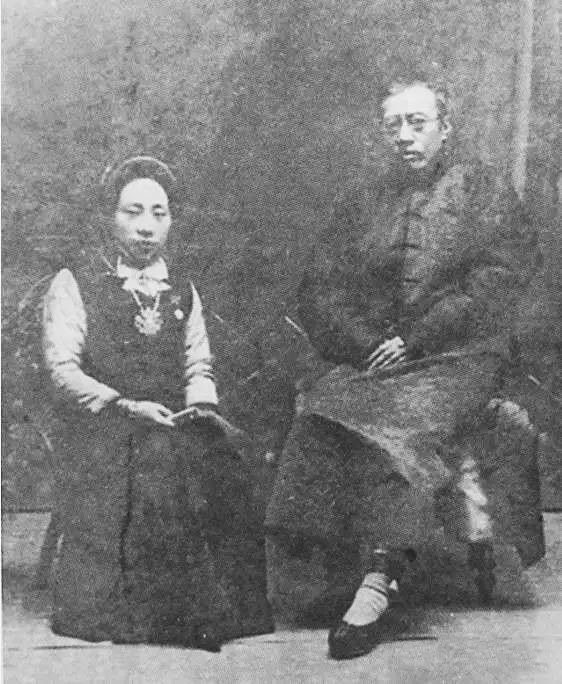
Ảnh chụp Nghiêm Phục và kế thất Chu Minh Lệ vào năm 1917

Nghiêm Phục có tất cả 3 người vợ cùng 9 người con, 5 nam và 4 nữ.

### Thê thiếp
- Nguyên phối: Vương phu nhân là người vợ đầu tiên của Nghiêm Phục, cả hai kết hôn khi Nghiêm Phục chỉ mới 14 tuổi. Lúc bấy giờ, kinh tế gia đình Nghiêm Phục đang gặp khó khăn, Vương phu nhân phải cùng mẹ chồng may quần áo để kiếm sống. Sau khi bà sinh người con trai đầu lòng Nghiêm Cừ vào năm 1874, vì không điều dưỡng kỹ sau khi sinh, lại thêm vất vả vì ngày đêm may váy cưới, sức khỏe của bà dần suy nhược.[133] Khi mẹ chồng qua đời, chồng lại chỉ vừa nhậm chức quan ở xa không về kịp, mọi việc tang ma đều do bà và con trai cả vừa 16 tuổi lo liệu. Sau khi mẹ chồng qua đời, sức khỏe Vương phu nhân ngày càng kém, bà mất tại Thiên Tân vào ngày 22 tháng 5 năm 1892 dưới triều Quang Tự.[134] Nghiêm Phục thường xuyên khen Vương phu nhân là người vợ kính cẩn nghe lời, nhân từ và hiền đức.[133] Sau khi bà qua đời, Nghiêm Phục đã cảm thán "Không ngờ qua 40 năm,[m] người cũ trong nhà đều không còn nữa,[n] những người cộng khổ nay lại chẳng thể đồng cam, nghĩ đến đây không nén được tiếng thở dài nghẹn ngào".[135]
- Thiếp: Giang Oanh Nương (江莺娘; 1879–1946) trở thành thiếp của Nghiêm Phục sau khi Vương phu nhân qua đời, sinh được con gái cả cùng hai người con trai.[22] Nghiêm Phục miêu tả bà là một người "phù phiếm, nóng tính và không dễ dàng thỏa hiệp", quan hệ của cả hai đã dần xấu đi bởi tính cách thất thường của bà.[136] Sau khi Nghiêm Phục cưới Chu Minh Lệ thì quan hệ trong gia đình càng căng thẳng hơn,[o] cuối cùng Nghiêm Phục để Chu Minh Lệ ở lại Thượng Hải và đưa Giang Oanh Nương đến Bắc Kinh. Đến năm 1910 thì Giang Oanh Nương mắc bệnh tâm thần. Sau nhiều lần đưa bà đi chữa trị nhưng bệnh tình không khỏi và nhiều lần cãi nhau dữ dội, Nghiêm Phục gửi bà về Phúc Châu và kết thúc mối quan hệ này.[137]
- Kế thất: Chu Minh Lệ (朱明丽)[138] là em gái Chu Công Chiêu (朱公釗) – Tiến sĩ và Thứ cát sĩ Hàn Lâm viện nhà Thanh thời Phổ Nghi, về sau trở thành giáo viên tại trường Trường Sư phạm Nam Kinh. Chu Minh Lệ sau khi đọc được Thiên diễn luận thì rất kính phục Nghiêm Phục, từ đó mà gả cho ông là vợ kế.[139] Hai người kết hôn vào năm 1900, sau khi Nghiêm Phục tạm lánh đến Thượng Hải.[140] Chu Minh Lệ là người phụ nữ có học thức, thậm chí biết cả tiếng Anh; Nghiêm Phục thường xuyên viết thư cho bà để chia sẻ góc nhìn cũng như cảm xúc của ông về nhiều thứ.[141] Đã có 63 bức thư gửi cho Chu Minh Lệ được ghi chép lại trong Nghiêm Phục ký.[142] Bà sinh cho Nghiêm Phục 2 con trai và 3 con gái, là người bạn đồng hành với chồng suốt những năm cuối đời.[141]

### Con trai
1. Nghiêm Cừ (hay Nghiêm Tuyền 嚴璩; 1874–1942) hiệu Bá Ngọc (伯玉) là một du học sinh Anh, từng nhậm chức Thứ trưởng Bộ Tài chính trong chính phủ Quốc dân, Cục trưởng Cục tổng vụ thuộc Bộ Hành chính Tư pháp của Chính phủ Quốc dân ở Nam Kinh. Sau khi Thượng Hải bị chiếm đóng, ông trở thành Bộ trưởng Bộ tài chính cho ngụy chính phủ. Ông là người được Nghiêm Phục truyền thụ học vấn gia truyền, tinh thông tiếng Anh và tiếng Pháp, cũng từng theo chân cha dịch các tác phẩm phương Tây. Ông là người đã biên soạn "Hầu Quan Nghiêm tiên sinh niên phổ" (侯官嚴先生年譜) và "Dũ Dã đường thi tập" (愈壄堂诗集).[143] Vợ ông là Lữ Uẩn Thanh (吕韫清), con gái thứ hai của nhà Lữ Tăng Tường – Tri phủ Khai Châu. Em vợ cũng như em rể ông là Lữ Ngạn Trực [zh; en], một kiến trúc sư kiệt xuất của Trung Quốc cận đại, 31 tuổi đảm nhận thiết kế Lăng Tôn Trung Sơn ở Nam Kinh.[144]
  - Con gái cả: Nghiêm Ỷ Vân (嚴倚雲; 1912 – 26 tháng 10 năm 1991), hay Isabella Yen, tự Thọ Thành (壽誠) từng là sinh viên Đại học Bắc Kinh với ngành học chính Xã hội và ngành học phụ là Ngôn ngữ Anh. Bà là một trong những học sinh của nhà triết học Hồ Thích.[145] Sau khi chiến tranh nổ ra, bà theo trường học di tản xuống phía nam và tốt nghiệp tại Trường Đại học liên kết Tây Nam vào năm 1938.[p] Sau khi tốt nghiệp, bà ở lại trường làm giáo viên cho đến năm 1947 thì nhận lời mời sang Mỹ giảng dạy tại Trường Sư phạm bang New York (New York State Normal College). 4 năm sau, bà trở thành nghiên cứu sinh tại Viện nghiên cứu Đại học Michigan và lấy được bằng Thạc sĩ ngành ngôn ngữ học. Đến năm 44 tuổi thì bà có được bằng Tiến sĩ của Đại học Cornell.[146] Trong suốt thời gian ở Mỹ, bà từng đảm nhiệm nghiên cứu viên và giảng viên của Đại học Cornell, trợ giảng tại Đại học Nam California và giáo sư tại Đại học Washington.[147] Chồng bà là nhà vật lý học thiên thể trứ danh Cao Thúc Khả (高叔哿; 1912–1999).[148] Vợ chồng bà đã cùng nhau đặt ra 2 quỹ học bổng ở Đại học Washington là: "Quỹ phiên dịch Nghiêm Phục" và "Quỹ học bổng Nghiêm Phục".[149]
2. Nghiêm Hoàn (嚴瓛; 1893–1900) tự Trọng Cung (仲弓), mẹ là Giang Oanh Nương, qua đời trên đường theo cha từ Thiên Tân tạm lánh đến Thượng Hải.[150]
3. Nghiêm Hổ (嚴琥, 1897–1962) tự Thúc Hạ (叔夏), sinh ra ở Thiên Tân, mẹ là Giang Oanh Nương. Sau khi Cộng hòa Nhân Dân Trung Hoa được thành lập, Nghiêm Hổ lần lượt đảm nhiệm Chủ nhiệm Ban chấp hành Giáo vụ trường Đại học Hiệp Hòa, Giáo vụ trưởng kiêm Phó chủ nhiệm Ban chấp hành Giáo vụ trường Đại học Phúc Châu, Phó thị trưởng Phúc Châu, Chính ủy viên và Đại biểu nhân dân của thành phố và tỉnh. Vợ Nghiêm Hổ là Lâm Mộ Lan (林慕蘭) thuộc gia tộc họ Lâm giàu có ở Bản Kiều, con gái của Lâm Nhĩ Khang (林爾康) và Trần Chỉ Phương.[q][151]
  - Con trai cả: Nghiêm Kiều (嚴僑; 1920–1974), đảng viên bí mật của Đảng Cộng sản Trung Quốc, sau khi di dân đến Đài Loan thì giảng dạy tại Trường trung học Số 1 Đài Trung [zh; en] của thành phố Đài Trung, về sau bị bắt. Nghiêm Kiều là một trong những giáo viên của Lý Ngao (李敖). Vợ của Nghiêm Kiều là Lâm Thiến (林倩), con gái của Lâm Hùng Tường,[r] em gái của Lâm Hành Đạo (林衡道) – nhà sử học trứ danh của Đài Loan.[152]
  - Con gái cả: Nghiêm Trác Vân (嚴倬雲; sinh ngày 29 tháng 11 năm 1925) là một nhà xã hội học, nhà lãnh đạo trong giới phụ nữ Đài Loan, bạn thân của Tống Mỹ Linh. Chồng Nghiêm Trác Vân là Cô Chấn Phủ [zh; en] thuộc gia tộc họ Cô ở Lộc Cảng, là một doanh nhân nổi tiếng của Đài Loan, chủ tịch Quỹ trao đổi Eo biển (Straits Exchange Foundation), là người đã sắp xếp các cuộc đàm phán trực tiếp đầu tiên giữa Đài Loan và Trung Quốc đại lục kể từ năm 1949. Cả hai kết hôn vào năm 1949 với người chứng hôn là Liên Chấn Đông [zh; en], có với nhau tất cả 3 con trai và 3 con gái.[153]
  - Con gái thứ hai: Nghiêm Đình Vân (嚴停雲; sinh ngày 8 tháng 4 năm 1926), bút danh Hoa Nghiêm (華嚴), là một nhà văn nổi tiếng của Đài Loan, rất nhiều tác phẩm của bà đã được dựng thành phim. Bà kết hôn với Diệp Minh Huân [zh; en], nguyên Phó hiệu trưởng và Chủ tịch trường Đại học Thế Tân [zh; en], và sinh được 1 con trai cùng 3 con gái.[154][155]
4. Nghiêm Tuyền (嚴璿; 1903–?) tự Quý Tương (季將), mẹ là Chu Minh Lệ.[156][157]
5. Nghiêm Điếm (嚴玷; 1910–?) tự Vô Điếm (無玷), mẹ là Chu Minh Lệ.[66]

### Con gái
1. Nghiêm Tân (嚴璸; 1899–?) tự Hương Nghiêm (香嚴), mẹ là Giang Oanh Nương.[158]
2. Nghiêm Cầu (嚴璆; 1901–?) tự Hoa Nghiêm (華嚴), mẹ là Chu Minh Lệ. Vị hôn phu của bà chính là Lữ Ngạn Trực [zh; en], nhưng hai người chưa thành hôn thì Lữ Ngạn Trực đã không may qua đời, bà cũng xuống tóc làm ni với pháp danh "Thu Diệu".[144]
3. Nghiêm Lung (嚴瓏; 1905–?), mẹ là Chu Minh Lệ. Bà cũng lấy chồng là một người Đài Loan tên Hoàng Liên Đăng (黃聯登) và sinh được 6 người con trai cùng 3 người con gái.[159]
4. Nghiêm Húc (嚴頊; 1908–?), mẹ là Chu Minh Lệ.[160]

### Tiếng Anh
- Anderson, Patrick (2016). The Lost Book of Sun Yatsen and Edwin Collins (bằng tiếng Anh). Abingdon-on-Thames: Taylor & Francis. ISBN 9781315534329.
- Cao, Deborah (2017). Chinese Law: A Language Perspective (bằng tiếng Anh). Abingdon-on-Thames: Routledge. ISBN 9781351951975.
- Dillon, Michael (2013). China: A Cultural and Historical Dictionary [Trung Quốc: Từ điển Văn hóa và Lịch sử] (bằng tiếng Anh). Abingdon-on-Thames: Routledge. ISBN 9781136791413.
- van Dongen, Els (2019). Realistic Revolution: Contesting Chinese History, Culture, and Politics after 1989 (bằng tiếng Anh). Cambridge: Nhà xuất bản Đại học Cambridge. ISBN 9781108421300.
- Doleželová-Velingerová, Milena; Wagner, Rudolf G (2013). Chinese Encyclopedias of New Global Knowledge (1870-1930): Changing Ways of Thought [Bách khoa toàn thư về tri thức toàn cầu mới của Trung Quốc (1870-1930): Thay đổi cách suy nghĩ] (bằng tiếng Anh). Springer Publishing. ISBN 9783642359163.
- Egan, Susan Chan; Chu Chất Bình, 周质平 (2009). A Pragmatist and His Free Spirit: The Half-century Romance of Hu Shi & Edith Clifford Williams (bằng tiếng Anh). Sa Điền: Chinese University Press. ISBN 9789629963415.
- Ferngren, Gary B. (2017). Science and Religion: A Historical Introduction [Khoa học và Tôn giáo: Giới thiệu Lịch sử] (bằng tiếng Anh) (ấn bản thứ 2). Baltimore: Nhà xuất bản Đại học Johns Hopkins. ISBN 9781421421728.
- Fröhlich, Thomas; Schneider, Axel (2020). Chinese Visions of Progress, 1895 to 1949 [Sự tiến bộ của Trung Quốc, 1895 đến 1949] (bằng tiếng Anh). Leiden: Brill. ISBN 9789004426528.
- Gamsa, Mark (2008). The Chinese Translation of Russian Literature: Three Studies [Bản dịch tiếng Trung của văn học Nga: Ba nghiên cứu] (bằng tiếng Anh). Leiden: Brill. ISBN 9789047443278.
- Judge, Joan (1997). Print and Politics: ‘Shibao’ and the Culture of Reform in Late Qing China. Palo Alto, California: Nhà xuất bản Đại học Stanford. ISBN 9780804764933.
- Kaske, Elisabeth (2007). The Politics of Language in Chinese Education, 1895–1919 (bằng tiếng Anh). Leiden: Brill. ISBN 9789047423331.
- Kirill, O. Thompson (2013). "Yan Fu (Yen Fu)" [Nghiêm Phục]. Trong Cua, Antonio S. (biên tập). Encyclopedia of Chinese Philosophy [Bách khoa toàn thư về triết học Trung Quốc]. Routledge. tr. 831–833. ISBN 9781135367480.
- Kurtz, Joachim (2011). "Yan Fu and the Discovery of European Logic" [Nghiêm Phục và khám phá Logic học châu Âu]. The Discovery of Chinese Logic [Khám phá logic học Trung Quốc]. Modern Chinese Philosophy (bằng tiếng Anh). Quyển 1. Leiden: Brill. tr. 147–192. doi:10.1163/9789047426844_005. ISBN 9789004173385.
- La Chí Điền, 罗志田 (2017). Shifts of Power: Modern Chinese Thought and Society [Sự thay đổi quyền lực: Tư tưởng và xã hội Trung Quốc hiện đại] (bằng tiếng Anh). Leiden: Brill. ISBN 9789004350564.
- Lữ Châu Tường, 吕洲翔; Phàm Hồng, 凡红 (2013). Sport and Nationalism in China [Thể thao và Chủ nghĩa Dân tộc ở Trung Quốc] (bằng tiếng Anh). Abingdon-on-Thames: Routledge. ISBN 9781317932574.
- Lackner, Michael; Amelung, Iwo; Kurtz, Joachim (2001). New Terms for New Ideas: Western Knowledge and Lexical Change in Late Imperial China [Các thuật ngữ mới cho những ý tưởng mới: Kiến thức phương Tây và sự thay đổi từ ngữ trong thời kỳ Hậu đế quốc Trung Quốc]. Leiden: Brill. ISBN 9789004120464.
- Lieberthal, Kenneth; Kallgren, Joyce; MacFarquhar, Roderick; Wakeman, Frederic (2016). Perspectives on Modern China: Four Anniversaries [Quan điểm về Trung Quốc hiện đại: Bốn ngày kỷ niệm] (bằng tiếng Anh). Abingdon-on-Thames: Routledge. ISBN 9781315288758.
- Lưu Quần Nghệ, 刘群艺 (2016). "Yan Fu and Kaiping Mines: the meaning of economic liberalism in early modern China". Trong Campagnolo, Gilles (biên tập). Liberalism and Chinese Economic Development (bằng tiếng Anh). Abingdon-on-Thames: Routledge. tr. 49–62. ISBN 9781317438618.
- Haas, Willliam J. (2016). China Voyager: Gist Gee's Life in Science (bằng tiếng Anh). Routledge. ISBN 9781315481272.
- Hancock, Christopher (2020). Christianity and Confucianism: Culture, Faith and Politics (bằng tiếng Anh). Bloomsbury Publishing. ISBN 9780567657695.
- Hoàng Khắc Vũ, 黃克武 (2001). In Search of Wealth, Power, and Freedom: Yan Fu and the Origins of Modern Chinese Liberalism. Nhà xuất bản Đại học Stanford. OCLC 742687599.
- ——————— (2003). "The reception of Yan Fu in twentieth-century China" [Sự tiếp nhận của Nghiêm Phục ở Trung Quốc thế kỷ XX] (PDF). Trong Chu Ích Nghi; Mak, Ricardo K.S. (biên tập). China reconstructs [Trung Quốc tái thiết] (bằng tiếng Anh). Lanham: University Press of America. tr. 25–44. ISBN 9780761826002.
- ——————— (2008). The Meaning of Freedom: Yan Fu and Origins of Chinese Liberalism [Ý nghĩa của Tự do: Nghiêm Phục và Nguồn gốc của Chủ nghĩa Tự do Trung Quốc] (bằng tiếng Anh). Hồng Kông: Nhà xuất bản Đại học Trung văn Hương Cảng. ISBN 9789882378872.
- ——————— (2012). "The War of Neologisms: The Competition between the Newly Translated Terms Invented by Yan Fu and by the Japanese in the Late Qing". Trong André, James St.; Bành Tiểu Nghiên (biên tập). China and Its Others: Knowledge Transfer through Translation, 1829-2010. Approaches to Translation Studies (bằng tiếng Anh). Quyển 34. Amsterdam: Rodopi. tr. 51–70. doi:10.1163/9789401207195_004. ISBN 9789401207195.
- ——————— (2014). "Translating Liberalism into China in the Early Twentieth Century: The Case of Yan Fu". Trong Rabut, Isabelle; Bành Tiểu Nghiên (biên tập). Modern China and the West: Translation and Cultural Mediation (bằng tiếng Anh). Leiden: Brill. tr. 182–200. doi:10.1163/9789004270220_008. ISBN 9789004270220.
- Huters, Theodore (2017). "Appropriations Another Look at Yan Fu and Western Ideas". Bringing the World Home: Appropriating the West in Late Qing and Early Republican China [Đưa thế giới về nhà: Tiếp nhận phương Tây vào cuối thời Thanh và đầu Trung Hoa Cộng hòa] (bằng tiếng Anh). Nhà xuất bản Đại học Hawaii. tr. 43–72. ISBN 9780824874018.
- Mã Doanh; Trautwein, Hans-Michael (2013). Thoughts on Economic Development in China [Suy nghĩ về phát triển kinh tế ở Trung Quốc] (bằng tiếng Anh). Routledge. ISBN 9780415684279.
- Mak, Ricardo K.S. (2003). "Dao, Science and Yan Fu". Trong Chu Ích Nghi, 朱益宜; Mak, Ricardo K.S. (biên tập). China reconstructs (bằng tiếng Anh). Lanham: University Press of America. tr. 11–24. ISBN 9780761826002.
- Mizuta, Hiroshi (2016). Chuhei Sugiyama (biên tập). Adam Smith: International Perspectives (bằng tiếng Anh). Midtown Manhattan: Springer Publishing. ISBN 9781349225200.
- Pierce, George (2018). Introducing Translational Studies (bằng tiếng Anh). Scientific e-Resources. ISBN 9781839473005.
- Quách Vật, 郭物 (2010). Zheng Guanying: Merchant Reformer of Late Qing China and His Influence on Economics, Politics, and Society (bằng tiếng Anh). Cambria Press. ISBN 9781604977059.
- Reed, Christopher A. (2005). Gutenberg in Shanghai: Chinese Print Capitalism, 1876-1937 (bằng tiếng Anh). Vancouver: Nhà xuất bản Đại học British Columbia. ISBN 9780774810418.
- Rošker, Jana S.; Suhadolnik, Nataša Vampelj (2014). Modernisation of Chinese Culture: Continuity and Change (bằng tiếng Anh). Newcastle upon Tyne: Cambridge Scholars Publishing. ISBN 9781443867726.
- Rieu, Alain-Marc (2012). Chinese & French Views on Knowledge and Society Today: Philosophy, Ethics, Epistemology (bằng tiếng Anh). Archives contemporaines. ISBN 9782813000491.
- Schwartz, Benjamin Isadore (1990). Ideas Across Cultures: Essays on Chinese Thought in Honor of Benjamin I. Schwartz (bằng tiếng Anh). Harvard University Asia Center. ISBN 9780674442252.
- Schwartz, Benjamin Isadore (2009). In Search of Wealth and Power: Yen Fu and the West (bằng tiếng Anh). Nhà xuất bản Đại học Harvard. ISBN 9780674043329.
- Sử Hữu Vi, 史有为 (2020). Loanwords in the Chinese Language (bằng tiếng Anh). Routledge. ISBN 9781000293517.
- Tang, Xiaoping (2019). "Studies on Yan Fu's Translation Thoughts "Faithfulness, Expressiveness, and Elegance". Advances in Social Science, Education and Humanities Research. Quyển 329. tr. 1047–1049. doi:10.2991/iccessh-19.2019.233. ISBN 9789462527522. ISSN 2352-5398 – qua Atlantis Press.
- Thẩm Quốc Duy, 沈国威 (2014). "Science in Translation". Trong Elman, Benjamin A.; Jing Tsu (biên tập). Science and Technology in Modern China, 1880s-1940s. China Studies (bằng tiếng Anh). Quyển 27. Brill. tr. 93–113. doi:10.1163/9789004268784_006. ISBN 9789004268784.
- Trần Thiện Vĩ, 陳善偉 (2009). A Chronology of Translation in China and the West: From the Legendary Period to 2004 (bằng tiếng Anh). Chinese University Press. ISBN 9789629963552.
- Triệu Quốc Bình, 趙國屏; Đặng Tông Di, 邓宗怡 (2015). Re-envisioning Chinese Education: The meaning of person-making in a new age (bằng tiếng Anh). Routledge. ISBN 9781317595298.
- Từ Tiểu Quần, 徐小群 (2020). Heaven Has Eyes: A History of Chinese Law (bằng tiếng Anh). Oxford: Oxford University Press. ISBN 9780190060046.
- Weston, Timothy Bergmann (1995). Beijing University and Chinese Political Culture, 1898-1920 (bằng tiếng Anh). Berkeley, California: Đại học California tại Berkeley. OCLC 892823405.
- Wright, David (2000). Translating Science: The Transmission of Western Chemistry Into Late Imperial China, 1840-1900 (bằng tiếng Anh). Leiden: Brill. ISBN 9789004117761.
- Yang, Dori Jones (2011). Voices of the Second Wave: Chinese Americans in Seattle : Oral Histories of 35 Chinese Americans who Immigrated 1934-1968 (bằng tiếng Anh). East West Insights. ISBN 9781439282915.

### Tiếng Trung
- Bạch Thọ Di, 白寿彝 (1989). 中国通史 [Trung Quốc thông sử]. Quyển 20. Thượng Hải: Nhà xuất bản Nhân dân Thượng Hải. ISBN 9787208001091.
- Ban biên soạn ghi chép địa phương Phúc Châu, 福州市地方志编纂委员会 (1998). 福州市志 第七册 [Ghi chép về thành phố Phúc Châu, Tập 7] (bằng tiếng Trung). Phúc Châu: Nhà xuất bản Phương chí. ISBN 9787801224859.
- Ban biên soạn Phúc Châu niên giám, 《福州年鉴》编辑委員会 (2003). 福州年鉴 [Phúc Châu niên giám] (bằng tiếng Trung). Nhà xuất bản Thống kê Trung Quốc. ISBN 9787503741081.
- Bao Hòa Bình, 包和平; Vương Học Diễm, 王学艳 (2006). 中国传统文化名著展评 [Bình luận triển lãm các kiệt tác văn hóa truyền thống Trung Quốc] (bằng tiếng Trung). Bắc Kinh: Nhà xuất bản Thư viện Bắc Kinh. ISBN 9787501334223.
- Bì Hậu Phong, 皮后锋 (2003). 严复大传 [Nghiêm Phục đại truyện] (bằng tiếng Trung). Phúc Kiến: Nhà xuất bản Nhân dân Phúc Kiến. ISBN 9787211043460.
- Bì Hậu Phong, 皮后锋 (2006). 严复评传 [Nghiêm Phục bình truyện] (bằng tiếng Trung). Nam Kinh: Nhà xuất bản Đại học Nam Kinh. ISBN 9787305047145.
- Cảnh Lập, 耿立 (2015). 中国文史精品年度佳作2014 [Tác phẩm xuất sắc hàng năm về Văn học và Lịch sử Trung Quốc 2014] (bằng tiếng Trung). Quý Châu: Nhà xuất bản Nhân dân Quý Châu. ISBN 9787221123954.
- Cảnh Thiên Khôi, 景天魁 (2017). 中国社会学：起源与绵延 [Xã hội học Trung Quốc: Khởi đầu và kéo dài] (bằng tiếng Trung). Nhà xuất bản Văn hiến Khoa học Xã hội. ISBN 9787520111478.
- Chu Kiện Hoa, 朱健华 (1998). 中国近代报刊活动家传论 [Tiểu sử của các nhà hoạt động báo chí Trung Quốc cận đại] (bằng tiếng Trung). Quý Châu: Nhà xuất bản Dân tộc Quý Châu. ISBN 9787541207600.
- Chu Xuyên, 周川 (1994). 百年之功: 中国近代大学校长的教育家精神 [Công lao Trăm năm: Tinh thần nhà giáo dục của Hiệu trưởng các trường đại học Trung Quốc cận đại] (bằng tiếng Trung). Phúc Kiến: Nhà xuất bản Giáo dục Phúc Kiến. ISBN 9787533414108.
- Diệp Tái Sinh, 叶再生 (2002). 中国近代现代出版通史 [Trung Quốc cận đại hiện đại xuất bản thông sử] (bằng tiếng Trung). Nhà xuất bản Hoa văn. ISBN 9787507510980.
- Doãn Tiểu Mẫn, 尹小满 (2002). Quách Kiến Dân, 郭建民; Viên Thụ Bình, 袁树平; Lương Hiểu Tiền, 梁晓前 (biên tập). 中国社团概论 [Trung Quốc xã đoàn khái luận] (bằng tiếng Trung). Nhà xuất bản Hoa văn. ISBN 9787507512199.
- Du Chính, 俞政 (2003). 严复著译硏究 [Nghiên cứu bản dịch của Nghiêm Phục] (bằng tiếng Trung). Tô Châu: Nhà xuất bản Đại học Tô Châu. ISBN 9787810900577.
- Đổng Bảo Lương, 董宝良 (1990). 中国教育史纲: 近代之部 [Đại cương Lịch sử Giáo dục Trung Quốc: Cận đại] (bằng tiếng Trung). Nhà xuất bản Giáo dục Nhân dân. ISBN 9787107104619.
- Đới Nguyệt Phương, 戴月芳 (2012). 台灣大家族 [Những gia tộc lớn ở Đài Loan] (bằng tiếng Trung). Công ty xuất bản thư viện Đồ Nam. ISBN 9789866318795.
- Hà Khải Thanh, 何愷青 (1993). 嚴倚雲教授紀念文集: 一生為東西文化撘橋的女性 [Văn tập kỷ niệm Giáo sư Nghiêm Ỷ Vân: Người phụ nữ một đời làm cầu nối văn hóa Đông Tây]. Tạp chí Văn học truyện ký. OCLC 557483167.
- Hàn Giang Hồng, 韩江洪 (2006). 严复话语系统与近代中国文化转型 [Hệ thống diễn thuyết của Nghiêm Phục và sự chuyển đổi của văn hóa Trung Quốc hiện đại]. Thượng Hải: Nhà xuất bản dịch văn Thượng Hải. ISBN 9787532741267.
- Hoàng Khắc Vũ, 黃克武 (2010). 惟適之安：嚴復與近代中國的文化轉型 [Duy Thích chi An: Nghiêm Phục và sự chuyển đổi của văn hóa Trung Quốc cận đại] (bằng tiếng Trung). Công ty xuất bản Liên Kinh. ISBN 9789570837124.
- Hoàng Thiên Tài, 黃天才; Hoàng Triệu Hành, 黃肇珩 (2005). 勁寒梅香: 辜振甫人生紀實 [Kính hàn mai hương: Câu chuyện cuộc đời Cô Chấn Phủ] (bằng tiếng Trung). Công ty xuất bản Liên Kinh. ISBN 9789570828078.
- Khâu Vi Quân, 丘為君 (2018). 啟蒙、理性與現代性: 近代中國啟蒙運動，1895-1925 [Khai sáng, Lý trí và Hiện đại: Phong trào Khai sáng ở Trung Quốc cận đại, 1895-1925] (bằng tiếng Trung). Đài Bắc: Trung tâm xuất bản Đại học quốc lập Đài Loan. ISBN 9789863502890.
- Kim Quan Đào, 金觀濤; Lưu Thanh Phong, 劉青峰 (2000). 中國現代思想的起源: 超穩定結構與中國政治文化的演變. 第1卷 [Nguồn gốc của tư tưởng Trung Quốc hiện đại: cấu trúc siêu ổn định và sự phát triển của văn hóa chính trị Trung Quốc. Tập 1] (bằng tiếng Trung). Nhà xuất bản Đại học Trung văn. ISBN 9789622019195.
- Lâm Quốc Thanh, 林国清; Lâm Ấm Nông, 林荫侬 (1989). 严复 [Nghiêm Phục] (bằng tiếng Trung). Phúc Kiến: Nhà xuất bản Giáo dục Phúc Kiến. ISBN 9787533403881.
- Liêu Mai, 廖梅 (2001). 汪康年: 从民权论到文化保守主义 [Uông Khang Niên: Từ thuyết dân quyền đến Chủ nghĩa bảo thủ văn hóa] (bằng tiếng Trung). Thượng Hải: Nhà xuất bản Cổ tịch Thượng Hải. ISBN 9787532530281.
- Lữ Bành, 吕澎著 (2019). 中国现代艺术史 [Lịch sử nghệ thuật Trung Quốc hiện đại] (bằng tiếng Trung). Thượng Hải: Nhà xuất bản thư họa Thượng Hải. ISBN 9787547921111.
- Lữ Lâm, 呂林 (1989). 北京大学 [Đại học Bắc Kinh] (bằng tiếng Trung). Hồ Nam: Nhà xuất bản Đại học Hồ Nam. ISBN 9787535509116.
- Lưu Gia Lâm, 刘家林 (1995). 中国新闻通史 [Trung Quốc tân văn thông sử] (bằng tiếng Trung). Vũ Hán: Nhà xuất bản Đại học Vũ Hán. ISBN 9787307021228.
- Lý Dị Minh, 李異鳴 (2013). 中國歷史的驚鴻一瞥 [Một thoáng kinh hồng của Lịch sử Trung Quốc]. Hoa Chí Văn hóa. ISBN 9789865936556.
- Lý Xuân Thu, 李春秋 (1996). 中华美德大典 [Trung Hoa mỹ đức đại điển] (bằng tiếng Trung). Sơn Tây: Nhà xuất bản Giáo dục Sơn Tây. ISBN 9787544005562.
- Mã Dũng, 马勇 (2001). 严复学术思想评传 [Bình luận về Tư tưởng Học thuật của Nghiêm Phục] (bằng tiếng Trung). Bắc Kinh: Nhà xuất bản Thư viện Bắc Kinh. ISBN 9787501317431.
- Nghiêm Phục, 严复; Chu Chấn Phủ, 周振甫 (1959). 严复詩文选 [Tác phẩm chọn lọc của Nghiêm Phục] (bằng tiếng Trung). Nhà xuất bản Văn học Nhân dân. OCLC 551270601.
- Ngưu Ngưỡng Sơn, 牛仰山 (1990). Tôn Hồng Nghê (biên tập). 严复研究资料 [Tư liệu nghiên cứu Nghiêm Phục] (bằng tiếng Trung). Nhà xuất bản Văn nghệ Hải Hạp. ISBN 9787805341583.
- Phương Hán Kỳ, 方汉奇 (1981). 中國近代報刊史 [Lịch sử báo chí Trung Quốc cận đại] (bằng tiếng Trung). Sơn Tây: Nhà xuất bản Nhân dân Sơn Tây. OCLC 122739572.
- Quách Lương Ngọc, 郭良玉 (2000). 严復评传 [Nghiêm Phục bình truyện] (bằng tiếng Trung). Hà Nam: Nhà xuất bản Đại học Hà Nam. ISBN 9787810417365.
- Quách Song Lâm, 郭双林 (2017). 民国史研究（第1辑） [Nghiên cứu lịch sử Dân quốc (Tập 1)] (bằng tiếng Trung). Nhà xuất bản Văn hiến Khoa học Xã hội. ISBN 9787520106887.
- Quý Quảng Mậu, 季广茂 (2005). 意识形态视域中的现代话语转型与文学观念嬗变 [Sự chuyển đổi của diễn ngôn hiện đại và sự phát triển của các khái niệm văn học trong chân trời của hệ tư tưởng] (bằng tiếng Trung). Bắc Kinh: Nhà xuất bản Đại học Bắc Kinh. ISBN 9787301098226.
- Tằng Kỷ Hâm, 曾纪鑫 (2008). 千古大變局: 影响近代中国的十一个关键人物 [Thiên cổ đại biến cục: Mười một nhân vật chính ảnh hưởng đến Trung Quốc cận đại] (bằng tiếng Trung). Quảng Tây: Nhà xuất bản Đại học Sư phạm Quảng Tây. ISBN 9787563374670.
- Tập Cận Bình, 习近平 (2001). 科学与爱國: 严复思想新探 [Khoa học và yêu nước: Nghiên cứu mới về tư tưởng của Nghiêm Phục]. Nhà xuất bản Đại học Thanh Hoa. ISBN 9787302049906.
- Tiêu Công Tần, 萧功秦 (2001). 与政治浪漫主义告別 [Nói lời tạm biệt với chủ nghĩa lãng mạn chính trị] (bằng tiếng Trung). Hồ Bắc: Nhà xuất bản Giáo dục Hồ Bắc. ISBN 9787535128614.
- Tiêu Chước Cơ, 肖灼基 (1988). 哲学社会科学名人名著辞典 [Từ điển Danh tác, Danh nhân Khoa học Xã hội và Triết học] (bằng tiếng Trung). Hà Bắc: Nhà xuất bản Nhân dân Hà Bắc. ISBN 9787202002292.
- Trần Nhu Tấn, 陳柔縉 (1999). 總統的親戚: 台灣權貴家族 [Thân thích của Tổng thống: Gia tộc quyền quý ở Đài Loan] (bằng tiếng Trung). Công ty xuất bản Thời báo Văn hóa. ISBN 9789571329703.
- Trần Văn Tân, 陈文新 (2006). 中国文学编年史: 现代卷 [Biên niên sử Văn học Trung Quốc: (tập) Hiện đại] (bằng tiếng Trung). Hồ Nam: Nhà xuất bản Nhân dân Hồ Nam. ISBN 9787543845565.
- Trương Nam Phong, 张南峰 (2004). 中西译学批评 [Bình luận về phiên dịch học Trung Quốc và phương Tây] (bằng tiếng Trung). Bắc Kinh: Công ty xuất bản Đại học Thanh Hoa. ISBN 9787302091097.
- Trương Thiên Phàm, 张千帆 (2020). 宪政中国---迷途与前路: The Future of Constitutional China [Tương lai của Trung Quốc lập hiến] (bằng tiếng Trung). Bouden House. ISBN 9781715156718.
- Từ Lập Đình, 徐立亭 (1996). 严复 [Nghiêm Phục] (bằng tiếng Trung). Cáp Nhĩ Tân: Nhà xuất bản Cáp Nhĩ Tân. ISBN 9787805579016.
- Từ Phẩm, 徐品 (2015). 民国社交圈 [Vòng tròn xã giao thời Trung Hoa Dân Quốc] (bằng tiếng Trung). Cáp Nhĩ Tân: Nhà xuất bản Văn nghệ phương Bắc. ISBN 9787531734901.
- Uông Nghị Phu, 汪毅夫 (2020). 閩臺區域社會研究 [Nghiên cứu xã hội khu vực Phúc Kiến Đài Loan] (bằng tiếng Trung). Đài Bắc: Vạn quyển lâu. ISBN 9789864783960.
- Văn Quân, 文军 (2006). Thạch Kiều, 石乔 (biên tập). 中囯翻译史研究百年回眸 [Nhìn lại 100 năm nghiên cứu lịch sử dịch thuật Trung Quốc] (bằng tiếng Trung). Bắc Kinh: Nhà xuất bản Đại học Hàng không vũ trụ Bắc Kinh. ISBN 9787810777896.
- Viên Hành Bái, 袁行霈; Vương Trọng Vĩ, 王仲伟; Trần Tiến Ngọc, 陈进玉 (2020). 中华传统文化经典百篇 [Một trăm tác phẩm kinh điển về văn hóa truyền thống Trung Quốc]. Trung Hoa thư cục. ISBN 9787101132960.
- Vương Hiến Minh, 王宪明 (2018). 严复群学及军事政治思想研究 [Nghiên cứu về xã hội học, tư tưởng chính trị và quân sự của Nghiêm Phục] (bằng tiếng Trung). Bắc Kinh: Nhà xuất bản Đại học Thanh Hoa. ISBN 9787302488361.
- Vương Kế Bình, 王继平 (2004). 晚淸湖南史 [Lịch sử Hồ Nam cuối thời Thanh] (bằng tiếng Trung). Hồ Nam: Nhà xuất bản Nhân dân Hồ Nam. ISBN 9787543836396.
- Vương Thiên Căn, 王天根 (2006). 《天演论》传播与清末民初的社会动员 [Sự phổ biến của "Thiên diễn luận" và và sự vận động xã hội vào cuối triều đại nhà Thanh, đầu Trung Hoa Dân Quốc] (bằng tiếng Trung). Hợp Phì: Nhà xuất bản Đại học Công nghiệp Hợp Phì. ISBN 9787810934077.
- Vương Thức, 王栻 (1976). 严复传 [Nghiêm Phục truyện] (bằng tiếng Trung). Thượng Hải: Nhà xuất bản Nhân dân Thượng Hải. OCLC 706949103.
- Vương Trung Giang, 王中江 (1991). 严复与福泽谕吉: 中日启蒙思想比较 [Nghiêm Phục và Fukuzawa Yukichi: So sánh tư tưởng khai sáng Trung Nhật] (bằng tiếng Trung). Hà Nam: Nhà xuất bản Đại học Hà Nam. ISBN 9787810183154.

### Khác
- Dương Huệ Trung (2014). Yan Fu (1854-1921): Übersetzung und Moderne [Nghiêm Phục (1854-1921): Dịch thuật và Hiện đại] (bằng tiếng Đức). Hamburg: Diplom.de. ISBN 9783836626163.